# Bogata (okręg Bacău)
Bogata – wieś w Rumunii, w okręgu Bacău, w gminie Dofteana. W 2011 roku liczyła 716 mieszkańców.